# Marcel Paillé
Pour les articles homonymes, voir Paillé.
Temple de la renommée LAH : 2010
Joseph Marcel Réjean Paillé, dit Marcel Paillé (né le 8 décembre 1932 à Shawinigan, Québec, Canada – mort le 7 octobre 2002 à Québec, Québec, Canada) est un joueur canadien de hockey sur glace. Il évoluait au poste de gardien de but entre 1956 et 1974.

## Carrière
Paillé effectue son stage junior avec les Citadelles de Québec de 1949 à 1953. Lors des 3 saisons suivantes, il joue pour des équipes de niveau senior au Québec et en Ontario. Les Rangers de New York obtiennent ses droits auprès du club de Chicoutimi en juin 1956 et l’envoient jouer avec les Barons de Cleveland de la Ligue américaine de hockey. Lors de cette première saison chez les pros, il enregistre 34 victoires, obtient 7 blanchissages et mène son club jusqu’aux grands honneurs, les Barons remportant la Coupe Calder face aux Americans de Rochester. À l’automne de 1957, les Rangers lui offre le poste de gardien substitut à Lorne « Gump » Worsley. Il joue son premier match dans la Ligue nationale de hockey le 2 novembre 1957 et blanchit les Bruins de Boston dans une victoire de 5-0. Il participe à 33 matchs lors de cette saison avant d’être renvoyé aux Reds de Providence. Au cours des saisons suivantes, les Rangers lui préfère Worsley, qui joue à plein temps, et Paillé passe presque tout son temps dans la Ligue américaine.
Entre 1958 et 1963, il porte l’uniforme des Bisons de Buffalo, des Indians de Springfield et des Clippers de Baltimore, remportant au passage trois autres Coupe Calder avec Springfield en 1960, 1961 et 1962. Lors de la saison 1963-1964, il s’exile en Colombie-Britannique et joue les 70 matchs des Canucks de Vancouver de la Western Hockey League. Son club ne participe pas aux séries éliminatoires, mais on lui demande de remplacer le gardien des Invaders de Denver qui s’est blessé lors du troisième match face aux Blades de Los Angeles. Il remporte une victoire avec sa nouvelle équipe, mais Denver est tout de même éliminé en six parties.
Paillé fait un retour avec les Rangers de New York en 1964-1965, partageant le filet avec Jacques Plante. Le club new yorkais décide toutefois de l’échanger aux Reds de Providence à la fin de la saison. Il passe alors les 7 campagnes suivantes avec le club du Rhode Island et participe à une cinquième finale de la Coupe Calder en 1971. À 40 ans, il joue une saison avec les Blazers de Philadelphie de l’Association mondiale de hockey où il est l'adjoint de Bernard Parent. Il revient une dernière fois dans la Ligue américaine en 1973-1974, avec les Robins de Richmond, et prend ensuite sa retraite.
Au début des années 1980, Paillé s’installe dans la région de Québec et devient le gérant de l’aréna Les Saules. Il meurt le 7 octobre 2002 des suites d’un cancer de l’œsophage. À titre posthume, il effectue son entrée au Temple de la renommée de la LAH en 2010. Il aura joué pendant près de 20 saisons, remporté 4 Coupes Calder et établi des records encore inégalés.

## Statistiques
| Saison    | Équipe                   | Ligue          |    | Saison régulière | Saison régulière | Saison régulière | Saison régulière | Saison régulière | Saison régulière | Saison régulière | Saison régulière | Saison régulière | Saison régulière | Saison régulière |   | Séries éliminatoires | Séries éliminatoires | Séries éliminatoires | Séries éliminatoires | Séries éliminatoires | Séries éliminatoires | Séries éliminatoires | Séries éliminatoires | Séries éliminatoires | Séries éliminatoires | Séries éliminatoires |
| Saison    | Équipe                   | Ligue          | PJ | V                | D                | Pr/N             | Min              | BC               | Moy              | % Arr            | Bl               | Pun              | A                | PJ               | V | D                    | N                    | Min                  | BC                   | Moy                  | % Arr                | Bl                   | Pun                  | A                    |                      |                      |
| 1949-1950 | Citadelles de Québec     | QJHL           | 18 | 13               | 5                | 0                | 1080             | 60               | 3,33             |                  | 3                |                  |                  | 15               | 9 | 6                    | 0                    | 926                  | 50                   | 3,24                 |                      | 0                    |                      |                      |                      |                      |
| 1950-1951 | Citadelles de Québec     | QJHL           | 46 | 33               | 13               | 0                | 2764             | 135              | 2,93             |                  | 0                |                  |                  | 13               | 9 | 4                    | 0                    | 804                  | 40                   | 2,99                 |                      | 0                    |                      |                      |                      |                      |
| 1951      | Citadelles de Québec     | Coupe Memorial |    |                  |                  |                  |                  |                  |                  |                  |                  |                  |                  | 10               | 6 | 4                    | 0                    | 600                  | 40                   | 4,00                 |                      | 2                    |                      |                      |                      |                      |
| 1951-1952 | Citadelles de Québec     | QJHL           |    |                  |                  |                  |                  |                  |                  |                  |                  |                  |                  | 14               | 7 | 7                    | 0                    | 844                  | 38                   | 2,70                 |                      | 1                    |                      |                      |                      |                      |
| 1952-1953 | Citadelles de Québec     | QJHL           | 48 | 30               | 15               | 3                | 286              | 149              | 31,26            |                  | 1                |                  |                  | 9                |   |                      |                      | 540                  | 20                   | 2,22                 |                      | 0                    |                      |                      |                      |                      |
| 1953      | Citadelles de Québec     | Coupe Memorial |    |                  |                  |                  |                  |                  |                  |                  |                  |                  |                  | 8                | 4 | 4                    | 0                    | 480                  | 39                   | 4,88                 |                      | 0                    |                      |                      |                      |                      |
| 1953-1954 | Red Rockets de Matane    | LSLHL          | 65 |                  |                  |                  | 3900             | 182              | 2,80             |                  | 5                |                  |                  |                  |   |                      |                      |                      |                      |                      |                      |                      |                      |                      |                      |                      |
| 1954-1955 | Trappers de North Bay    | NOHA           | 59 | 24               | 25               | 10               | 3540             | 228              | 3,86             |                  | 1                |                  |                  | 13               |   |                      |                      | 780                  | 40                   | 3,08                 |                      | 1                    |                      |                      |                      |                      |
| 1955-1956 | Saguenéens de Chicoutimi | QHL            | 61 | 30               | 26               | 4                | 3632             | 176              | 2,91             |                  | 2                |                  |                  | 5                | 1 | 4                    | 0                    | 300                  | 19                   | 3,80                 |                      | 0                    |                      |                      |                      |                      |
| 1956-1957 | Barons de Cleveland      | LAH            | 62 | 34               | 25               | 3                | 3750             | 200              | 3,20             |                  | 7                |                  |                  | 12               | 8 | 4                    | 0                    | 767                  | 31                   | 2,43                 |                      | 0                    |                      |                      |                      |                      |
| 1957-1958 | Reds de Providence       | LAH            | 41 | 19               | 20               | 2                | 2491             | 124              | 2,99             |                  | 4                |                  |                  | 5                | 1 | 4                    | 0                    | 300                  | 17                   | 3,40                 |                      | 1                    |                      |                      |                      |                      |
| 1957-1958 | Rangers de New York      | LNH            | 33 | 11               | 15               | 7                | 1980             | 102              | 3,09             |                  | 1                | 0                | 0                |                  |   |                      |                      |                      |                      |                      |                      |                      |                      |                      |                      |                      |
| 1958-1959 | Bisons de Buffalo        | LAH            | 70 | 38               | 27               | 4                | 4200             | 195              | 2,79             |                  | 3                |                  |                  | 11               | 6 | 5                    | 0                    | 664                  | 27                   | 2,44                 |                      | 1                    |                      |                      |                      |                      |
| 1958-1959 | Rangers de New York      | LNH            | 1  | 0                | 0                | 1                | 60               | 4                | 4,00             |                  | 0                | 0                | 0                |                  |   |                      |                      |                      |                      |                      |                      |                      |                      |                      |                      |                      |
| 1959-1960 | Indians de Springfield   | LAH            | 57 | 32               | 20               | 5                | 3420             | 183              | 3,21             |                  | 2                |                  |                  | 10               | 8 | 2                    | 0                    | 628                  | 31                   | 2,96                 |                      | 0                    |                      |                      |                      |                      |
| 1959-1960 | Rangers de New York      | LNH            | 17 | 6                | 9                | 2                | 1020             | 67               | 3,94             |                  | 1                | 0                | 0                |                  |   |                      |                      |                      |                      |                      |                      |                      |                      |                      |                      |                      |
| 1960-1961 | Indians de Springfield   | LAH            | 67 | 46               | 20               | 1                | 4020             | 188              | 2,81             |                  | 8                |                  |                  | 4                | 4 | 0                    |                      | 226                  | 5                    | 1,33                 |                      | 0                    |                      |                      |                      |                      |
| 1960-1961 | Rangers de New York      | LNH            | 4  | 1                | 2                | 1                | 240              | 16               | 4,00             |                  | 0                | 0                | 0                |                  |   |                      |                      |                      |                      |                      |                      |                      |                      |                      |                      |                      |
| 1961-1962 | Indians de Springfield   | LAH            | 45 | 29               | 14               | 2                | 2770             | 115              | 2,49             |                  | 2                |                  |                  | 11               | 8 | 3                    | 0                    | 758                  | 21                   | 1,66                 |                      | 2                    |                      |                      |                      |                      |
| 1961-1962 | Rangers de New York      | LNH            | 10 | 4                | 4                | 2                | 600              | 28               | 2,80             |                  | 0                | 0                | 0                |                  |   |                      |                      |                      |                      |                      |                      |                      |                      |                      |                      |                      |
| 1962-1963 | Clippers de Baltimore    | LAH            | 41 | 18               | 20               | 3                | 2460             | 146              | 3,56             |                  | 0                |                  |                  |                  |   |                      |                      |                      |                      |                      |                      |                      |                      |                      |                      |                      |
| 1962-1963 | Rangers de New York      | LNH            | 3  | 0                | 1                | 2                | 180              | 10               | 3,33             |                  | 0                | 0                | 0                |                  |   |                      |                      |                      |                      |                      |                      |                      |                      |                      |                      |                      |
| 1963-1964 | Canucks de Vancouver     | WHL            | 70 | 26               | 41               | 3                | 4230             | 254              | 3,60             |                  | 2                |                  |                  |                  |   |                      |                      |                      |                      |                      |                      |                      |                      |                      |                      |                      |
| 1963-1964 | Invaders de Denver       | WHL            |    |                  |                  |                  |                  |                  |                  |                  |                  |                  |                  | 3                | 1 | 2                    | 0                    | 194                  | 12                   | 3,71                 |                      | 0                    |                      |                      |                      |                      |
| 1964-1965 | Rangers de New York      | LNH            | 39 | 10               | 21               | 7                | 2262             | 135              | 3,58             |                  | 0                | 2                | 1                |                  |   |                      |                      |                      |                      |                      |                      |                      |                      |                      |                      |                      |
| 1965-1966 | Reds de Providence       | LAH            | 60 | 17               | 40               | 2                | 3650             | 243              | 3,99             |                  | 1                |                  |                  |                  |   |                      |                      |                      |                      |                      |                      | 0                    | 0                    | 0                    |                      |                      |
| 1966-1967 | Reds de Providence       | LAH            | 42 | 4                | 30               | 7                | 2471             | 188              | 4,56             |                  | 0                |                  |                  |                  |   |                      |                      |                      |                      |                      |                      |                      |                      |                      |                      |                      |
| 1967-1968 | Reds de Providence       | LAH            | 54 | 23               | 23               | 8                | 3200             | 188              | 3,53             |                  | 1                |                  |                  | 8                | 4 | 4                    | 0                    | 460                  | 19                   | 2,48                 |                      | 0                    |                      |                      |                      |                      |
| 1968-1969 | Reds de Providence       | LAH            | 58 | 25               | 26               | 6                | 3321             | 202              | 3,65             |                  | 2                |                  |                  | 9                | 5 | 4                    | 0                    | 544                  | 28                   | 3,09                 |                      | 0                    |                      |                      |                      |                      |
| 1969-1970 | Reds de Providence       | LAH            | 62 |                  |                  |                  | 3565             | 211              | 3,55             |                  | 2                |                  |                  |                  |   |                      |                      |                      |                      |                      |                      | 0                    | 0                    | 0                    |                      |                      |
| 1970-1971 | Reds de Providence       | LAH            | 51 | 24               | 17               | 9                | 2789             | 167              | 3,59             |                  | 1                |                  |                  | 10               | 4 | 6                    | 0                    | 599                  | 32                   | 3,21                 |                      | 1                    | 0                    | 0                    |                      |                      |
| 1971-1972 | Reds de Providence       | LAH            | 34 | 15               | 16               | 2                | 1981             | 110              | 3,33             |                  | 3                |                  |                  | 5                | 1 | 4                    | 0                    | 303                  | 18                   | 3,56                 |                      | 0                    |                      |                      |                      |                      |
| 1972-1973 | Blazers de Philadelphie  | AMH            | 15 |                  |                  |                  | 611              | 49               | 4,81             | 87,0             | 0                | 0                | 0                | 1                |   |                      |                      | 27                   | 5                    | 11,11                | 76,2                 | 0                    | 0                    | 0                    |                      |                      |
| 1973-1974 | Robins de Richmond       | LAH            | 21 | 5                | 11               | 4                | 1201             | 85               | 4,25             |                  | 0                |                  |                  | 2                | 0 | 2                    | 0                    | 119                  | 9                    | 4,54                 |                      | 0                    |                      |                      |                      |                      |

## Records et honneurs

### Records de la Ligue américaine de hockey
- Plus grand nombre de parties jouées en saison régulière par un gardien – 765
- Plus grand nombre de parties jouées en séries éliminatoires par un gardien – 87
- Plus grand nombre de victoires en séries éliminatoires par un gardien – 49
- Plus longue séquence sans accorder de but en séries éliminatoires – 207 minutes
- Plus grand nombre de minutes jouées en séries éliminatoires – 5 368 minutes

### Honneurs individuels
- Trophée Harry-« Hap »-Holmes, meilleure moyenne du buts alloués (1961, 1962)
- Première équipe d’étoiles la LAH (1959, 1960, 1962)
- Deuxième équipe d’étoiles de la LAH (1957, 1960)
- Deuxième équipe d’étoiles de la WHL (1964)